# Старицкое (Оренбургская область)
Старицкое — село в Беляевском районе Оренбургской области в составе Ключёвского сельсовета.

## География
Находится на расстоянии примерно 47 километров по прямой на запад от районного центра села Беляевка.

## Климат
Климат континентальный с холодной часто малоснежной зимой и жарким, сухим летом. Средняя зимняя температура −15,8 °C; Средняя летняя температура +21,2 °C. Абсолютный минимум температур −44 °C. Абсолютный максимум температур +42 °C. Среднегодовое количество осадков составляет 320 мм в год.

## История
Поселение было основано по одним данным в 1914 году, по другим — в 1916 (1917) году как хутор на отрубном участке № 161. Впервые упоминается в 1917 году хутор Ново Старицкое Актюбинского уезда. В 1923 году значился как посёлок Старица (41 двор, 266 жителей). В 1929-30 году в селе был организован колхоз им. Розы Люксембург. Колхоз в 1957 году влился в колхоз, организованный на базе МТС им. Тельмана и стал его структурной единицей — бригадой.

## Население
Постоянное население составляло 643 человека в 2002 году (русские 63 %), 427 человек в 2010 году.